# Otavalo
San Luis de Otavalo, o semplicemente Otavalo, capoluogo del Cantone di Otavalo, è una città della provincia dell'Imbabura, in Ecuador; situata a 110 km a nord della città di Quito. È circondata dalle cime dei vulcani Imbabura (4630 m), Cotacachi (4944 m) e Mojanda (4263). Otavalo è stata dichiarata “Capitale interculturale dell'Ecuador” a motivo della sua ricchezza storico-culturale, la sua bellezza paesaggistica e il suo sviluppo commerciale. La popolazione è composta prevalentemente da indigeni kichwa degli Otavalos, famosi per la loro abilità nel settore tessile e commerciale. Otavalo ospita il mercato artigianale più grande del Sudamerica.